# Калпитское сельское поселение
Калпитское сельское поселение — упразднённое муниципальное образование в составе Вяземского района Смоленской области России.
Административный центр — деревня Малая Калпита. На территории поселения находилось 6 населённых пунктов.
Образовано Законом Смоленской области от 28 декабря 2004 года. Упразднено Законом Смоленской области от 25 мая 2017 года с включением всех входивших в него населённых пунктов в Семлёвское сельское поселение.

## Географические данные
- Общая площадь: 170,74 км²
- Расположение: юго-западная часть Вяземского района
- Граничит:
  - на севере — с Семлёвским сельским поселением
  - на востоке — с Заводским сельским поселением
  - на юге — с Угранским районом
  - на юго-западе — с Дорогобужским районом
  - на северо-западе — с Сафоновским районом
- Крупные реки: Осьма.
- По территории поселения проходит автодорога Р134 «Старая Смоленская дорога» Смоленск — Дорогобуж — Вязьма — Зубцов

## Экономика
Сельхозпредприятия, магазины.

## Население
| 2011 | 2012 | 2013 | 2014 | 2015 | 2016 | 2017 |
| ---- | ---- | ---- | ---- | ---- | ---- | ---- |
| 157  | ↘152 | ↘151 | ↘145 | ↘142 | ↘134 | ↘123 |

## Населённые пункты
В состав поселения входили следующие населённые пункты:
- Малая Калпита, деревня
- Большая Калпита, деревня
- Дружба, деревня
- Кухарево, деревня
- Новоселки, деревня
- Старое Раменье, деревня